# Le cadute
Le cadute (The Falls) è un film del 1980 diretto da Peter Greenaway. Il film ha la forma di un falso documentario diviso in 92 parti con altrettante interviste.

## Trama
Vengono raccontate le storie di 92 persone coinvolte in un misterioso incidente su vasta scala. Si parla di possibili mutazioni e di un complotto degli uccelli.

## Titolo
Il titolo originale rappresenta un gioco di parole, che può significare sia Le cascate, Le cadute che I casi o ancora essere un cognome (poiché Fall è la radice ricorrente di tutti i cognomi dei protagonisti che appaiono nel film).